# Schoenotenes elasma
Schoenotenes elasma is een vlinder uit de familie van de bladrollers (Tortricidae). De wetenschappelijke naam van de soort is voor het eerst geldig gepubliceerd in 2013 door Józef Razowski.

## Type
- holotype: "female. VIII.-IX.1987. genitalia slide 33296. Operation Raleigh. J.D. Holloway, D.T. Jones et al."
- instituut: BMNH, Londen, Engeland
- typelocatie: "Indonesia, Seram, Gunung Kani- keh base camp, 850 m. Bamboo & secondary forest"